# Citipes

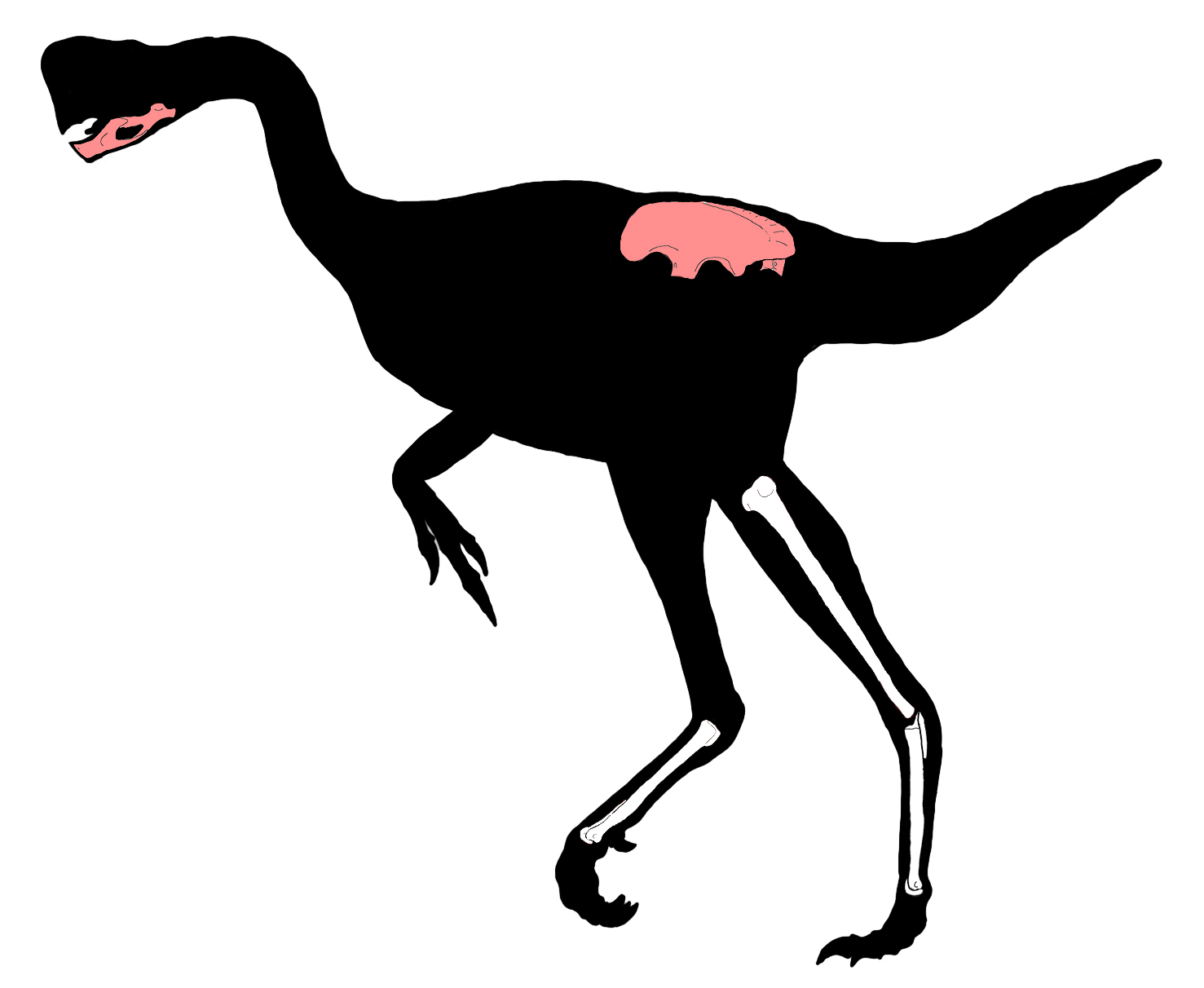
Materiaal van Citipes in het wit en cf Citipes in het rood

Citipes elegans is een theropode dinosauriër, behorende tot de Maniraptora, die tijdens het late Krijt leefde in het gebied van het huidige Canada.

## Vondst en naamgeving
In 1933 benoemde William Arthur Parks een nieuwe soort van Ornithomimus: Ornithomimus elegans, op basis van een middenvoet, holotype ROM 781, in 1926 gevonden in Alberta bij de Little Sandhill Creek. De soortaanduiding betekent "de elegante". In 1934 werd het door Charles Mortram Sternberg herkend als een lid van de Oviraptorosauria. In 1989 werd het door Philip John Currie benoemd als een Elmisaurus elegans. In 1997 werd het door Hans-Dieter Sues hernoemd tot een Chirostenotes elegans. In 2013 hernoemde Nicholas Longrich het tot een soort van Leptorhynchos: Leptorhynchos elegans, nadat de oorspronkelijke opzet het de typesoort van dat geslacht te maken, mislukte. Daarbij werd een stel onderkaken, specimen TMP 1992.036.0390, aangewezen als paratype. In 2016 beschreef Gregory Funston mogelijk aanvullend materiaal en ontkende dat TMP 1992.036.0390 tot hetzelfde taxon behoorde. In 2020 benoemde hij het aparte geslacht Citipes, "snelvoet" in het Latijn. De typesoort is Ornithomimus elegans, de combinatio nova is Citipes elegans.

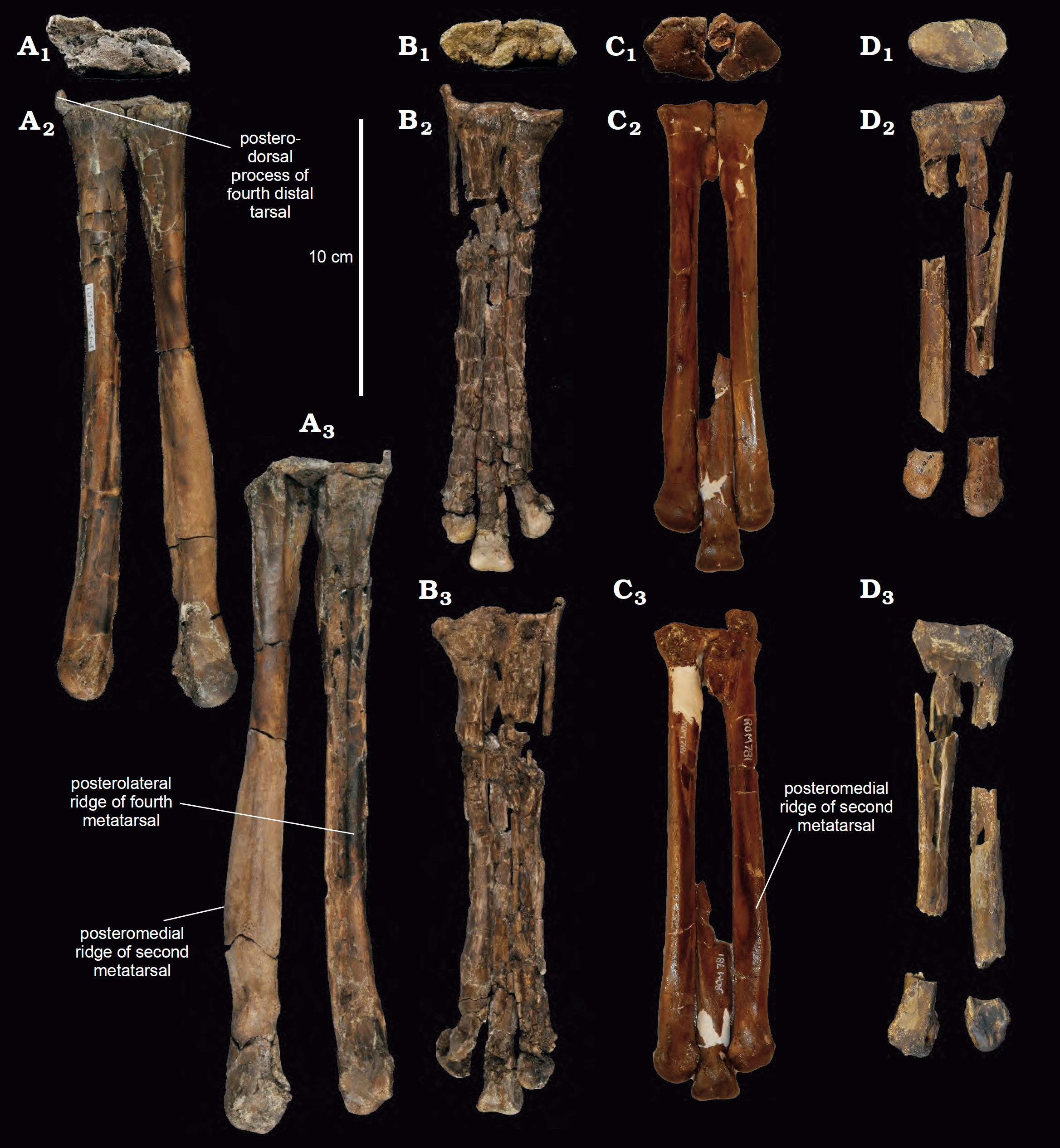
Fossiel materiaal van Citipes. C is het holotype

Het holotype is gevonden in een laag van de Dinosaur Park Formation die dateert uit het Campanien, ongeveer zesenzeventig miljoen jaar oud. Het bestaat uit een tarsometatarsus, de middenvoetsbeenderen vergroeid met de bovenste enkelbeenderen, van een volwassen exemplaar.
Funston wees verschillende fossielen aan de soort toe. Sommige waren al in 2016 toegewezen. Het betreft de specimina ROM 37163: de onderkant van een tweede middenvoetsbeen; TMP 1982.016.0006: een rechtermiddenvoet; TMP 1982.039.0004: de bovenkant van een middenvoet; TMP 1988.036.0104: de onderste helft van een tweede middenvoetsbeen; TMP 1994.012.0880: een linkerscheenbeen; TMP 1996.012.0141: een linkermiddenvoetsbeen; UALVP 55585: de onderste schacht van een derde middenvoetsbeen; en UALVP 55639: een stel vergroeide onderkaken. In 2020 werden meer fossielen toegewezen. Het betreft de specimina TMP 1981.023.0034–35 + TMP 1981.023.0039: een linkerdarmbeen en rechterdarmbeen met een nabij gevonden laatste sacrale wervel; TMP 1992.036.0674: een door ziekte misvormd darmbeen; en  UALVP 59606: een vierde middenvoetsbeen met een onderste vierde tarsale. De elementen die geen middenvoeten zijn, werden door Funston ten dele geclassificeerd als een cf. Citipes elegans, zonder uitleg hoe deze tegenstrijdigheid op te lossen. Alle fossielen komen uit het Dinosaur Provincial Park.

## Beschrijving
Citipes is een kleine soort. De grootste middenvoet TMP 1982.016.0006 heeft een lengte van 172,2 millimeter. Dat wijst op een lichaamslengte van ruim een meter.
Funston wist enkele onderscheidende kenmerken aan te geven. Het gaat om een unieke combinatie van op zich niet unieke eigenschappen. Het onderste derde en vierde tarsale zijn bij volwassen dieren vergroeid met elkaar en met de bovenkant van de middenvoet. Het tweede en vierde middenvoetsbeen steken bovenaan niet naar achteren uit, anders dan bij Elmisaurus rarus. Het derde middenvoetsbeen heeft op de achterkant uitstekende kruisende richels.

## Fylogenie
Citipes werd in 2020 binnen de Oviraptorosauria in de Caenagnathidae geplaatst als de zustersoort van Elmisaurus rarus. Hun klade zou boven Chirostenotes maar onder Apatoraptor in de stamboom staan.

## Levenswijze
Volgens Funston leefden in eenzelfde habitat drie caenagnathiden in verschillende grootteklassen: de kleine Citipes elegans, de tussenliggende Chirostenotes pergracilis en de grote Caenagnathus collinsi. Hoewel alle drie vermoedelijk ook planten aten, achtte Funston het vooral voor de kleine Citipes waarschijnlijk dat ook prooien werden gevangen. Dat zou beter passen bij de hoge snelheid waarop de slanke voeten duiden, hoewel die ook gebruikt kan zijn om roofdieren te ontlopen. Als de toegewezen kleine onderkaken inderdaad van Citipes zijn, kan deze hypothese worden bevestigd door de wat krommere snavel die geschikter zou zijn om vlees te eten.